# يانيك باسطوس
يانيك باسطوس (بالفرنسية: Yannick Bastos)‏ (30 مايو 1993 بلوكسمبورغ - ) هو لاعب كرة قدم برتغالي ولوكسمبورغي في مركز الوسط. شارك مع منتخب لوكسمبورغ لكرة القدم. أما مع النوادي، فقد لعب مع بولتون واندررز ونادي ديفردانج 03 وUS Rumelange ‏ واينتراخت ترير 05 ‏.

## وصلات خارجية
- يانيك باسطوس على موقع الاتحاد الدولي (مؤرشف)  (الإنجليزية)
- يانيك باسطوس على موقع الاتحاد الأوربي (الإنجليزية)
- يانيك باسطوس على موقع قاعدة بيانات كرة القدم.إي يو (الإنجليزية)
- يانيك باسطوس على موقع ناشيونال فوتبول تيمز (الإنجليزية)
- يانيك باسطوس على موقع Soccerway.com (الإنجليزية)